# Descort
Il descort (termine occitano derivante dal latino discordia) è un genere poetico medievale affine al lai, ovvero un adattamento cortese, da parte dei trovatori, di musiche probabilmente di origine celtica.
Si tratta di una canzone che esprime un «disaccordo». La sua particolarità consiste nell'esprimere il dilemma amoroso interno del poeta mediante una forma «discordante»: ciò è enfatizzato da strutture metriche insolite e/o mutevoli, versi e strofe molto lunghi e rime irregolari; o anche, come nel caso della canso "Eras quam vey verdeyar" del  trovatore provenzale Rambaldo di Vaqueiras, al polimorfismo strofico o metrico del descort viene ad aggiungersi un'ulteriore "discordanza", tramite l'impiego di ben cinque idiomi diversi, uno per ogni cobla (provenzale, italiano, francese, guascone e galiziano-portoghese), con infine la sesta e ultima strofa di 10 versi avente la stessa alternanza pluringuistica ogni due versi.
Il contenuto è quello tipico della canzone amorosa cortese. Il suo uso cominciò probabilmente tra i trovatori del nord della Francia per poi estendersi anche alla Francia del sud.
Il descort venne inventato da Garin d'Apchier allorché compose Quan foill'e flors reverdezis (di cui ci restano soltanto due versi riportati nella sua vida), mentre Gautier de Dargies lo importa nel francese antico scrivendone tre.

## Elenco didescorts
| Trovatore              | Incipit (i.e. titolo)                                   | Note                                                                 |
| ---------------------- | ------------------------------------------------------- | -------------------------------------------------------------------- |
| Guillem Augier Novella | Quan vei lo dous temps venir                            |                                                                      |
| Aimeric de Belenoi     | S'a midons plazia                                       |                                                                      |
| Guiraut Riquier        | Pos aman                                                |                                                                      |
| Guiraut de Calanso     | Bel semblan                                             |                                                                      |
| Guiraut de Calanso     | Ab la verdura                                           |                                                                      |
| Guillem de la Tor      | En vos ai meza                                          |                                                                      |
| Pons de Capdoill       | Un gai descort tramet leis cui dezir                    |                                                                      |
| Guillem Augier Novella | Ses alegratge                                           |                                                                      |
| Raimbaut de Vaqueiras  | Ara quan vei verdejar                                   | Unu poesia multilingue(fünfsprachiger Descort o chanson plurilingue) |
| Guillem Augier Novella | Erransa                                                 |                                                                      |
| Elias Cairel           | Quan la freidors / irais / l'aura doussana              |                                                                      |
| Elias de Barjols       | Una valenta                                             |                                                                      |
| Elias de Barjols       | Si.l bela.m tengues per seu                             |                                                                      |
| Albertet de Sestaro    | Bel m'es oimais                                         |                                                                      |
| Aimeric de Peguillan   | Qui la vi, en ditz                                      | Talvolta classificato come canso                                     |
| Giraut de Salaignac    | Per solatz e per deport / Me conort / E.m don alegransa |                                                                      |
| Anonimo                | Bella domna cara                                        | Chiamato anche acort                                                 |
| Anonimo                | Poi qe neve ni glazi                                    | Talvolta classificato come canso                                     |
| Anonimo                | Pos la douza sasons gaja                                |                                                                      |
| Anonimo                | Lai un fis prez nais e floris e grana                   |                                                                      |
| Anonimo                | Joi e chanç e solaç / E amors certana                   |                                                                      |
| Anonimo                | En aquest son gai e leugier                             |                                                                      |
| Peire Raimon de Toloza | Ab so gai, plan e car                                   |                                                                      |
| Anonimo                | Sill qu'es caps e guitz                                 | Talvolta classificato come canso                                     |
| Anonimo                | Tot aissi soi desconsellatz                             | Talvolta classificato come sirventes                                 |
| Anonimo                | Amors, / dousors, / mi assaja                           |                                                                      |
| Anonimo                | A chantar m'er un discort                               |                                                                      |
| Serveri de Girona      | Pus amors vol que faça sa comanda                       |                                                                      |
| Serveri de Girona      | Estrayre.m volia / De mi dons amar                      |                                                                      |
| Serveri de Girona      | De Pala a Torosela                                      | Chiamato recepta dexarob nella rubrica                               |
| Raimbaut de Vaqueiras  | Engles, un novel descort                                |                                                                      |
| Anonimo                | Com plus fin'amors mi destreng                          |                                                                      |
| Garin d'Apchier        | Quan foill'e flors reverdis                             | Si conosce solo l'incipit, forse una canso                           |